# Viserys Targaryen
Viserys III Targaryen är en karaktär i bokserien Sagan om is och eld av George R. R. Martin och TV-serien Game of Thrones, som baseras på böckerna. Han är storebror till Daenerys, överhuvud av Targaryensläkten och enligt Targaryenlojalisterna den rättmätiga kungen av Westeros. P.g.a. att House Targaryen besegrades i krig och förlorade sin rätt till järntronen lever han dock i exil och planerar att återta makten.
Viserys är en lång och spenslig ung man i 20-årsåldern med långt silvervitt hår och lila ögon. Hans frustration över att leva i exil och fattigdom har gjort honom arrogant, neurotisk och otålig. Hans maniska ambition i livet är att ta tillbaka sin fars tron. Han är ofta grym mot sin lillasyster och tar ut sina aggressioner på henne.